# 隱藏的面孔 (電影)
是一部2024年上映的韓國驚悚懸疑片，翻拍自2011年的西班牙驚悚片《黑暗面》，由《人間中毒》導演金大佑執導，宋承憲、赵茹珍、朴智賢主演。该片于2024年11月20日在韩国上映後，成為自2019年以来首部观影人次超過100万的限制级本土电影，也是自2019年以來票房最高的限制级本土电影。

## 剧情概要
管弦乐团指挥家晟镇正在追寻突然失踪的未婚妻秀妍的行踪，秀妍的后辈美珠在此时出现在晟镇的面前，本以为失踪的秀妍被囚禁在离他们最近的家里的密室，并亲眼目睹未婚夫晟镇与美珠之间发生的一切。

## 演員陣容

### 主要人物
- 宋承憲 饰演 晟镇，一夜之間失去未婚妻的管弦樂團指揮家。
- 赵茹珍 饰演 秀妍，晟镇的未婚妻，只留下一封視頻信後突然消失。
- 朴智賢 饰演 美珠，代替秀妍加入管弦乐团的大提琴演奏家。[10]

### 其他人物
- 朴志暎 饰演 慧妍，管弦乐团团长、秀妍的母亲。[11]
- 朴成根 饰演 管弦乐团事务长[11]
- 車美京 饰演 晟镇的母亲，经营一家小吃店。
- 卞仲熙 饰演 朴老师，秀妍、美珠儿时的大提琴老师。
- 尹世雄 饰演 管道工
- 沈宇盛 饰演 警察

## 製作
2018年8月，发行商NEW宣布与美国制片公司Ivanhoe Pictures共同投资和制作电影《黑暗面》的韩国翻拍版，制作由旗下的制片公司Studio & New与Ivanhoe Pictures共同负责，海外版权销售由Contents Panda负责，计划2019年年初开拍。2021年2月宣布该片由《人間中毒》的导演金大佑执导，同年11月媒体报道宋承憲、曹寶兒、朴智賢有望主演该片。2022年5月宣布宋承宪、赵茹珍、朴智贤主演，并于该年5月16日开始主体拍摄，同年7月前后杀青。

### 损益平衡点
据媒体报道，该片在本土戲院票房的损益平衡点约为140万观影人次。但片方並沒有預期该片的本土票房可以突破损益平衡点，因為限制级本土电影主要是透過串流媒體收入獲得盈利。導演金大佑前作《人間中毒》的本土票房亦是未能突破损益平衡点，但最終透過串流媒體收入獲得盈利。

## 发行
2024年10月15日发布预告海报与预告片，宣布同年11月20日在韩国上映，电影分级为“禁止青少年观看”。2025年1月6日上线韩国串流媒體点播平台。

### 票房
《黑暗面》在韩国上映首日获得4.80万人次的票房成绩，夺得韩国电影的单日票房冠军，并连续两周蝉联韩国电影周末票房冠军。该片累计观影人次于2024年12月22日突破100万，成为自2019年上映電影《老千：獨眼傑克》以來首部获得百万观影人次的限制级本土电影，也是韩国2019年之后票房最高的限制级本土电影。電影在2025年1月6日上線韓國串流媒體点播平台後，立即登上各大平台的觀看排行榜冠軍。 南韓財經媒體《The Bell》透露该片單憑本土票房收入和串流媒體預售收入，已經成功獲得盈利。

## 奖项荣誉
| 年份 | 颁奖礼             | 奖项           | 入围者 | 结果 | 参考   |
| ---- | ------------------ | -------------- | ------ | ---- | ------ |
| 2025 | 第61屆百想藝術大獎 | 最佳女主角     | 曹汝貞 | 提名 | [ 28 ] |
| 2025 | 第61屆百想藝術大獎 | 最佳新人女演员 | 朴智賢 | 提名 | [ 28 ] |

## 外部鏈接
- NAVER上《隱藏的面孔》的資料
- Daum上《隱藏的面孔》的资料
- 韩国电影数据库（KMDb）上《隱藏的面孔》的資料
- 互联网电影数据库（IMDb）上《隱藏的面孔》的资料（英文）